# Erich Zimmermann (Politiker)
Erich Gottfried Heinrich Zimmermann (* 1. Juli 1882 in Berlin-Steglitz; † 1. Dezember 1972 in Bremen) war ein deutscher Schiffsbauingenieur sowie Politiker (Deutsche Partei (DP)); er war Mitglied der Bremischen Bürgerschaft.

## Biografie

### Familie, Ausbildung, Beruf
Zimmermann erwarb das Abitur am Gymnasium Steglitz in Berlin-Steglitz. Er studierte Schiffbau an der Technischen Hochschule Berlin-Charlottenburg und erhielt 1911 sein Diplom. Er diente bei den Pionieren und war bei der privaten Vulkanwerft Stettin und der Vulkanwerft Hamburg tätig. 1915 wurde er höherer Baubeamter bei der Marinewerft in Wilhelmshaven und 1916 Marinebaumeister. 1922 promovierte er zum Dr. Ing. Nach 1918 war er bei privaten Werften tätig, u. a. als Leiter eines technischen Büros und ab 1930 auch als Lehrer beim Luftschutzbund bzw. Reichsluftschutzbund.
Im Zweiten Weltkrieg diente er als Marine-Oberbaurat und Marine-Baudirektor.
Nach Kriegsende wieder als selbständiger Handelsvertreter berufstätig
Er war geschieden und hatte Kinder.

### Politik
Seit April 1936 NSDAP-Mitglied und von 1938 bis 1945 Mitglied in der Nationalsozialistischen Volkswohlfahrt (NSV).
Im April 1948 wurde er als „Mitläufer“ entnazifiziert.
Zimmermann trat nach 1945 in die rechtsgerichtete Deutsche Partei (DP) ein und war von Juni 1956 bis Oktober 1959 als Nachfolger von Johannes Siemer(†) Mitglied der 4. Bremischen Bürgerschaft und Mitglied verschiedener Deputationen.

### Weitere Mitgliedschaften, Ehrungen
- Zimmermann war 1960 Gründer und Vorsitzender des Allgemeinen Beamtenschutzbundes, Landesverband Bremen
- Ehrenamtlicher Lehrer im Bundesluftschutzverband.
- Über 50 Jahre Mitglied im Verein Deutscher Ingenieure (VDI) und der Schiffbautechnischen Gesellschaft
- Er wurde 1962 mit dem Bundesverdienstkreuz 1. Klasse ausgezeichnet.[5]